# Boetprocessie van Veurne

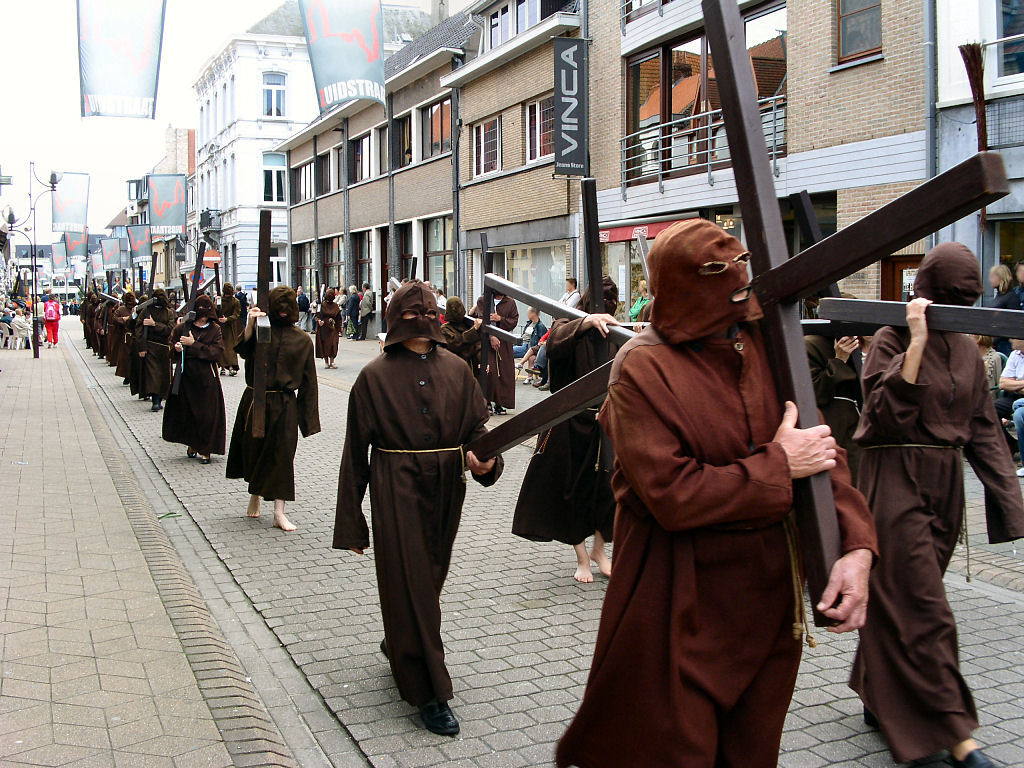
De Boetprocessie trekt jaarlijks op de laatste zondag van juli door Veurne.

De Boetprocessie van Veurne is een boetprocessie die ieder jaar op de laatste zondag van juli 's middags om half vier door de straten van de Belgische stad Veurne trekt. De kern van de processie bestaat uit enkele honderden boetelingen die in een bruine pij met een zwaar kruis door de straten van de stad stappen. Ze dateert van 1644 en is geïnspireerd op het Oude en Nieuwe Testament met in het bijzonder het Lijdensverhaal van Christus.

## Ontstaan en evolutie

### Vastenkruisweg
Pater Jacobus Clou, Norbertijn van de Sint-Niklaasabdij te Veurne, werd in 1625 tijdens een reis te Drongen door hevige koorts overvallen. Om zijn genezing af te smeken, besloten Barones Van Hauwegem en Jan Van Watervliet de kruisweg van Akkergem af te leggen. Ondanks alle opspraak, wou de eigenzinnige Jacobus Clou ook zelf deelnemen aan deze kruisweg. Bij aankomst aan de laatste statie, voelde hij zich plots genezen.
In 1626 keerde hij terug naar Veurne en stelde er een vastenkruisweg in zoals te Akkergem met gebruik van dezelfde bezinningsteksten. Deze teksten werden opgesteld door Michiel Zachmoorter, landsdeken van Deinze, die ze in 1623 bundelde onder ‘sponsus sanguineus’.
De vastenkruisweg van Veurne vindt nog steeds jaarlijks plaats tijdens de vastenperiode waarbij deze oud-Vlaamse bezinningsteksten voorgelezen worden bij elke statie.

### Sodaliteit van de Gekruisigde Zaligmaker
In 1637 stichtte Jacob Clou de 'Sodaliteit van de Gekruisigde Zaligmaker', een broederschap van leken die vanaf dan elk jaar de Vastenkruisweg moest organiseren.
In 1644 organiseerden de Veurnse kapucijnen een processie om gespaard te worden van pest en oorlog. Een veertigtal leden van De Sodaliteit (Sodales) namen deel aan deze processie als boeteling, gehuld in een bruine boetepij en met een zwaar kruis op de schouders. Vanaf 1646 nam De Sodaliteit de organisatie van de Boetprocessie voor zich.
Op het eind van de 17e eeuw breidde De Sodaliteit de processie uit met spreekkoren en groepen die belangrijke Bijbelverhalen illustreren. Elke groep wordt voorafgegaan door een engel die het tafereel toelicht aan de hand van een bezinningstekst. Bepaalde figuren declameren een sprake, op tekst van Veurnse rederijkers uit de 17e eeuw.
In 1787 werd De Sodaliteit ontbonden door keizer-koster Jozef II. Daarom kon de jubileumprocessie (150 jaar Sodaliteit) pas in 1791, met vier jaar vertraging, doorgaan.

### Franse Revolutie
In 1793 werd, door de Franse bezetting tijdens de Franse Revolutie, de Boetprocessie voor een periode van 22 jaar onderbroken en beperkt tot ‘een ommegang binnen de Kerk’. In 1814 kon ze opnieuw doorgaan. In 1815 werd de toelating opnieuw geweigerd, nu door het Hollands bestuur. Pas in 1824 werd officieel terug toelating verleend voor het organiseren van de Boetprocessie. De Boetprocessie van Veurne was de enige dergelijke processie in Vlaanderen die de Franse Revolutie heeft overleefd.

### Eerste en Tweede Wereldoorlog
Na de processie van juli 1914 brak de Eerste Wereldoorlog uit. Tijdens de oorlogsjaren kon de Boetprocessie niet doorgaan omdat Duitse artillerie de stad regelmatig bestookten. Toch deden enkele Sodales en burgers op de laatste zondag van juli al biddend een ommegang. Pas in 1919 was er in Veurne opnieuw een Boetprocessie. Ook tijdens de Tweede Wereldoorlog kon de Boetprocessie niet doorgaan. In plaats hiervan werd het Allerheiligste en het Kruis van De Sodaliteit tijdens de vespers binnen de Sint-Niklaaskerk rondgedragen onder het zingen van het miserere.

## Parcours
De Boetprocessie volgt elk jaar een vast parcours dat vertrekt in het stadspark nabij de Sint-Walburgakerk en eindigt op het kruispunt van de Zuidstraat, de Nieuwstraat en de Oude Beestenmarkt. Het traject telt 5751 stappen, wat overeenkomt met het aantal voetstappen dat Jezus zou afgelegd hebben tussen zijn veroordeling aan het gerechtsgebouw (het paleis van de Romeinse procurator Pontius Pilatus) tot op de heuvel Golgotha, de plaats van zijn terechtstelling. De processie eindigt met de overbrenging van het Kruis van De Sodaliteit en het H. Sacrament naar de Sint-Niklaaskerk.
De 18 staties
De kruisweg bestaat uit 2 passagiën (religieuze overwegingen) en 18 staties. Deze laatste zijn opgehangen langs de openbare weg en maken van de Boetprocessie de enige in zijn soort die nog bestaat (andere kruiswegen tellen slechts 14). Bij elke statie wordt een 17e-eeuwse tekst voorgelezen gevolgd door een gebed.
| I     | De Hof van Oliveten                         | Christus benauwd tot der dood, valt ter aarde op zijn H. Aangezicht, bidt en zweet water en bloed. |
| II    | De plaats der Verraderij van Judas          | Hier wordt de Verlosser der wereld van zijnen verrader gekust, aan de Joden geleverd, als roover en moordenaar gevangen, gekoord, getrokken en gesleept. |
| III   | Annas                                       | Na eenen zwaren en pijnlijken weg, komt Jesus voor Annas, alwaar hij zeer wreedelijk in zijn H. Aanschijn geslagen wordt. |
| IV    | Caïphas                                     | In ’t huis van dezen opperpriester wordt hij in den nacht gruwelijk behandeld, geslagen, gestooten, de oogen verbonden, met den haire getrokken, bespogen en verscheidelijk beschimpt. |
| V     | Pilatus                                     | De onnoozele leeraarder waarheid is met verscheide valsche getuigenissen en scheldingen, voor den rechter Pilatus beschuldigd. |
| VI    | Herodes                                     | De wijsheid des vaders Jesus-Christus is van Herodes voor eenen zot gehouden, met een wit kleed gekleed, en met menigvuldige beschimpingen wedergezonden naar Pilalus. |
| VII   | De Geeseling in het hof van Pilatus         | De schepper van hemel en aarde wordt hier gruwelijk behandeld, schroomelijk ge- geeseld en onmenschelijk verscheurd. |
| VIII  | Kruisdraging                                | Hier wordt de zware boom des kruises op de gekwetste en opene schouderen van Jesus-Christus geleid. |
| IX    | De eerste val                               | Deze plaats is Caurus of Corus genaamd, alwaar onze Verlosser vooreerst bezwijkt onder het zwaar gewicht des kruises; Hij valt jammerlijk ter aarde, en wordt met stooten en slagen wreedelijk opgejaagd. |
| X     | Ontmoeting van de H. Maagd Maria            | De allerbedroefdste moeder met een onuitsprekelijk medelijden, komt haren aller- liefsten Zoon te gemoet. |
| XI    | Hulp van Simon van Cirenen                  | Een driehoek, daar Simon van Cirenen gedwongen is geweest het kruis te helpen dragen, opdat onze Zaligmaker onder hetzelve niet zoude blijven. |
| XII   | De tweede val                               | De plaats genaamd Porta judiciaria, alwaar de Zoon Gods wederom met het kruis ter aarde valt. |
| XIII  | Jesus spreekt met de dochters van Jerusalem | Eenen zekeren tweehoek waar Christus-Jesus de bedroefde en weenende vrouwen aldus aangesproken heeft: Gij, dochteren van Jerusalem, wilt niet weenen over mij, maar weent over u zelven en over uwe kinderen. |
| XIV   | De laatste val                              | Aen den voet of opgang des bergs van Calvarie, daar onze Zaligmaker van bloedstorten en vermoeidheid overlast is geweest, valt hij voor de laatste maal. |
| XV    | Uittrekking der kleederen                   | Hier worden, met onuitsprekelijke pijn en vernieuwen van de zware wonden en vergieten des dierbaren bloeds, de kleederen van Christus-Jesus wreedelijk uitgetrokken. De Joden bieden Hem wijn aan, gemengeld met gal en myrrhe.                                                                                    |
| XVI   | Jezus wordt aan het kruis genageld          | Ziet hier den almogenden God ter aarden geworpen op het kruis, ziet hem doorwond aan hout gespannen en schroomelijk doornageld. |
| XVII  | Jesus hangt aan het kruis                   | Hier hangt, tusschen hemel en aarde, de waarachtige zoon Gods, Verlosser der wereld en Zaligmaker Christus-Jesus, van den hoofde tot de voeten doorwond, en sterft de allerschandelijkste en allerbitterste dood voor uwe zaligheid.                                                                               |
| XVIII | De Begrafenis                               | Het allerweerdigste lichaam van Jesus-Christus is, met allerkostelijkste zalf gebalsemd, in een zuiver kleed gewonden geweest. De edele Joseph van Arimathien en Nicodemus, met de H. Moeder Gods Maria, en sommige godvruchtige vrouwen hebben hetzelve, met den hoofde westwaarts, in een steenen graf begraven. |

## Samenstelling

### Sodales
Dit zijn de leden van De Sodaliteit die instaan voor de organisatie van de Vastenkruisweg en de Boetprocessie. Tijdens de processie staan de Sodales in voor de begeleiding van groepen figuranten, de boetelingen of de processie als geheel. Een aantal van hen nemen ook een rol als figurant voor zich.

### Figuranten
Ongeveer 600 figuranten beelden vooral in de eerste helft van de processie taferelen uit het Oude en Nieuwe Testament uit. Ongeveer 40 van hen zijn een Engel die voor elk tafereel uit de processie stappen. Velen onder hen verduidelijken het tafereel in Oudnederlands.

### Boetelingen
De 400-tal anonieme boetelingen die een kruis dragen vormen het meest impressionante deel van de Boetprocessie. Sommigen maken zich verdienstelijk door bordjes met een opschrift te dragen, een kar te trekken waarop een beeldengroep een tafereel uitbeeldt of zelfs excrementen van dieren op te ruimen. Ze lopen achteraan de processie en worden voorafgegaan door Christus, die een kruis van 40 kilo draagt. Hiermee geven ze gevolg aan zijn woorden: "Wie zijn kruis niet opneemt en Mij niet volgt, is Mij niet waard." (Mt. 10:38).

### Beeldengroepen
In de processie worden een tiental beeldengroepen meegedragen. De oudste beeldengroepen dateren van circa 1700 en worden nog steeds gebruikt voor het oorspronkelijke doel, nl. het visualiseren van het Lijdensverhaal. De beeldengroepen zijn aangrijpende monumenten van volksdevotie en werden gedurende het laatste decennium op een deskundige manier gerestaureerd.

### Geestelijkheid
De lokale Veurnse geestelijkheid begeleidt de processie. Zij wordt vergezeld van gastpriesters die een band hebben of afkomstig zijn uit Veurne. Daarnaast zijn vertegenwoordigers uit het Bisdom Brugge of andere bisdommen uit Vlaanderen, Wallonië en Noord-Frankrijk aanwezig, alsook abten en monniken van norbertijner abdijen.

## Organisatie
De Sodaliteit bestaat nog steeds uit leken die hun "roots" hebben in de Veurnse Gemeenschap en zorg dragen voor de organisatie van de Vastenkruisweg en de Boetprocessie. Nieuwe leden worden selectief gerekruteerd uit Veurne en omgeving. Ze zijn lid voor het leven en dragen zorg voor het onderhoud en het behoud, de herstellingen, de restauratie en de vernieuwingsinitiatieven. Op 1 januari 2016 telde De Sodaliteit 54 leden en heeft ze een VZW-structuur. De raad van bestuur telt 9 leden en bestaat uit een priester-directeur, een leken-prefect, een secretaris, een penningmeester, een verantwoordelijke voor de public-relations, twee leden die belast zijn met het materieel onderhoud en verder enkele gewone bestuursleden. Daarnaast helpen honderden vrijwilligers de processie gestalte geven. Ze zijn afkomstig van overal in België en Noord-Frankrijk en nemen jaarlijks de rol als boeteling of als figurant op zich. Uit Veurne zelf staan wijken, dorpen en verenigingen onder andere in voor de vertolking van een tafereel. Veel rollen worden van vader op zoon doorgegeven.

## Sociaal-cultureel
De Boetprocessie valt steeds samen met de kermis of jaarlijkse foor van Veurne. Vele inwoners en oud-inwoners van Veurne staan erop om op deze dag deel te nemen aan de processie en te kermissen. Ondanks deze kermissfeer is de Boetprocessie tot op vandaag een echte processie gebleven die haar authentieke karakter behouden heeft.

## Immaterieel cultureel erfgoed
In 2009 werd de Boetprocessie van Veurne opgenomen in de lijst van Immaterieel Cultureel Erfgoed door de Vlaamse Gemeenschap. In 2016 hebben Sodalis Gilbert Vanlerberghe en Jean-Marie D’haenen een procedure gestart die kan leiden tot de erkenning van de Boetprocessie als werelderfgoed.